# جون ميتشيل (لاعب كرة قاعدة)
جون ميتشيل (بالإنجليزية: John Mitchell)‏ هو لاعب كرة قاعدة أمريكي، ولد في 11 أغسطس 1965 في ديكسون في الولايات المتحدة.

## وصلات خارجية
- جون ميتشيل على موقع دوري كرة القاعدة الرئيسي (الإنجليزية)
- جون ميتشيل على موقعبيزبول رفرنس.كوم (الدوري الرئيسي) (الإنجليزية)
- جون ميتشيل على موقعبيزبول رفرنس.كوم (الدوري الثانوي) (الإنجليزية)
- جون ميتشيل على موقع مشجعي الرسوم البيانية (الإنجليزية)